# Comté de Richelieu
Pour les articles homonymes, voir Richelieu.
Le comté de Richelieu était un comté municipal du Québec ayant existé entre 1855 et le début des années 1980. Le territoire qu'il couvrait fait aujourd'hui partie de la région de la Montérégie et est compris dans les MRC de Pierre-De Saurel et une petite partie des Maskoutains. Son chef-lieu était la ville de Sorel.

## Municipalités situées dans le comté
- Massueville
- Saint-Aimé
- Sainte-Anne-de-Sorel
- Sainte-Victoire-de-Sorel
- Saint-Joseph-de-Sorel
- Saint-Marcel-de-Richelieu
- Saint-Ours
- Saint-Robert
- Saint-Roch-de-Richelieu
- Sorel et Tracy, fusionnés en 2000 pour donner Sorel-Tracy